# Капса (монастырь)
Монастырь Святого Иоанна Предтечи более известный как Монастырь Капса (греч. Μονή Καψά) — греческий православный мужской монастырь, расположенный на территории деревни Периволакия в общине Иерапетра в периферийной единице Ласитион на юго-восточном побережье острова Крит, в 12 км от посёлка Аналипсис.
Монастырь был основан в XV века на крутой скале, на юго-восточном побережье Крита, но в 1471 году разрушен пиратами. Руины монастыря пустовали в течение четырёх веков, пока обитель не была возрождена греческим подвижником Иоанном Визенцосом, жившим в горной пещере чуть выше монастыря.
В 1841 году в монастыре был построен каменный собор, освящённый в честь святого Иоанна Предтечи.